# Фредерік Шабо
Фредерік Шабо (фр. Frédéric Chabot, нар. 12 лютого 1968, Ебервіль-Стасьон) — колишній канадський хокеїст, що грав на позиції воротаря. Згодом — хокейний тренер.

## Ігрова кар'єра
Професійну хокейну кар'єру розпочав 1989 року.
1986 року був обраний на драфті НХЛ під 192-м загальним номером командою «Нью-Джерсі Девілс».
Протягом професійної клубної ігрової кар'єри, що тривала 18 років, захищав кольори команд «Монреаль Канадієнс», «Філадельфія Флаєрс», «Лос-Анджелес Кінгс», «Нюрнберг Айс-Тайгерс» та «Адлер Мангейм».

## Тренерська робота
6 липня 2009 розпочав тренерську роботу в НХЛ, а саме тренер воротарів «Едмонтон Ойлерс», з 14 листопада 2014 тренер-консультант воротарів «нафтовиків».
Також був тренером воротарів у клубі «Міннесота Вайлд».

## Нагороди та досягнення
- Пам'ятна нагорода Алдеджа «База» Бастьєна (АХЛ) — 1994.